# Markku Rossi
Markku Kalevi Rossi, född 5 mars 1956 i Suonenjoki, är en finländsk politiker (Centern). Han var ledamot av Finlands riksdag 1991–1995, 1999 och 2000–2019. Han har arbetat som journalist.
Rossi blev omvald i Finlands riksdag i riksdagsvalet i Finland 2015 med 4 482 röster från Savolax-Karelens valkrets.